# 中国人民解放军北部战区空军
中国人民解放军北部战区空军（英文：Northern Theater Command Air Force），机关驻地辽宁省沈阳市，是中国人民解放军北部战区的空军。

## 沿革
2016年2月1日，中国人民解放军战区成立大会在北京八一大楼举行。中共中央总书记、国家主席、中央军委主席习近平向东部战区、南部战区、西部战区、北部战区、中部战区授予军旗并发布训令。2016年2月初，空军召开东部、南部、西部、北部、中部战区空军成立大会，中央军委委员、空军司令员马晓天，空军政委于忠福，分别向5个战区空军授军旗。中国人民解放军北部战区空军机关驻辽宁省沈阳市。北部战区空军部队来自原沈阳军区空军，以及原济南军区空军一部。

## 编制

### 本级中共组织
- 中国共产党中国人民解放军北部战区空军委员会

### 机关职能部门
- 参谋部
- 政治工作部
- 保障部
- 纪律检查委员会

### 直属单位
- 空军沈阳航空装备训练基地
- 中国人民解放军第四六三医院

### 基地
- 大连基地
- 济南基地

| 机场名称       | 位置                     | 经纬度                                                | 备注                                             |
| -------------- | ------------------------ | ----------------------------------------------------- | ------------------------------------------------ |
| 齐河机场       | 德州市齐河县华店乡       | 36°46′07.2″N 116°38′23.6″E / 36.768667°N 116.639889°E | 原济南张庄机场迁建。                             |
| 新泰机场       | 泰安市新泰市泉沟镇       | 36°00′02.0″N 117°37′32.4″E / 36.000556°N 117.625667°E |                                                  |
| 聊城东郊机场   | 聊城市东昌府区蒋官屯街道 | 36°26′57.8″N 116°05′44.1″E / 36.449389°N 116.095583°E |                                                  |
| 周村机场       | 淄博市周村区北郊镇       | 36°48′40.4″N 117°53′16.4″E / 36.811222°N 117.887889°E |                                                  |
| 益都大马山机场 | 潍坊市青州市弥河镇       | 36°35′09.2″N 118°31′39.8″E / 36.585889°N 118.527722°E | 将改为通用航空机场。                             |
| 高密机场       | 潍坊市高密市醴泉街道     | 36°23′15.4″N 119°42′42.6″E / 36.387611°N 119.711833°E |                                                  |
| 诸城机场       | 潍坊市诸城市密州街道     | 36°01′41.9″N 119°26′15.9″E / 36.028306°N 119.437750°E |                                                  |
| 胶州机场       | 青岛市胶州市胶东街道     | 36°19′52.5″N 120°01′31.9″E / 36.331250°N 120.025528°E |                                                  |
| 沧口机场       | 青岛市李沧区振华路街道   | 36°09′34.2″N 120°23′27.1″E / 36.159500°N 120.390861°E |                                                  |
| 团岛飞行场     | 青岛市市南区八大峡街道   | 36°03′18.8″N 120°17′12.0″E / 36.055222°N 120.286667°E |                                                  |
| 莱阳机场       | 烟台市莱阳市冯格庄街道   | 36°57′46.5″N 120°35′21.9″E / 36.962917°N 120.589417°E |                                                  |
| 莱山机场       | 烟台市莱山区莱山街道     | 37°23′49.8″N 121°22′11.8″E / 37.397167°N 121.369944°E | 原为军民合用机场，2015年蓬莱机场建成后归还军方。 |

- 包头东河机场
- 朱日和训练基地
- 黑河瑷珲机场
- 伊春林都机场
- 五大连池德都机场
- 长春大房身机场
- 吉林二台子机场
- 通化三源浦机场
- 双辽机场
- 公主岭机场
- 沈阳东塔机场
- 沈阳北陵机场
- 开元二寨子机场
- 锦州小岭子机场
- 沈阳于洪机场
- 辽阳铁西机场
- 葫芦岛兴城机场

### 部隊

#### 歼击机部队
| 航空兵部隊 | 驻地                       | 战术编号 | 机型           | 备注                        |
| ---------- | -------------------------- | -------- | -------------- | --------------------------- |
| 空1旅      | 辽宁鞍山市鞍山腾鳌机场     | 61X2X    | 歼-20A、歼-35A | 大连基地（第一团:先锋大队） |
| 空2旅      | 内蒙古赤峰市玉龙机场       | 61X3X    | 歼-20A         | 大连基地                    |
| 空3旅      | 黑龙江齐齐哈尔市三家子机场 | 61X4X    | 歼-16          | 大连基地                    |
| 空31旅     | 吉林四平市四平机场         | 64X2X    | 歼-16          | 大连基地                    |
| 空61旅     | 吉林延边州延吉市朝阳川机场 | 67X2X    | 歼-10B         | 大连基地                    |
| 空63旅     | 黑龙江牡丹江市海浪机场     | 67X2X    | 歼-7H          | 大连基地                    |
| 空88旅     | 辽宁丹东市浪头机场         | 69X9X    | 歼-11B         | 大连基地                    |
| 空89旅     | 辽宁大连市普兰店机场       | 70X0X    | 歼-16          | 大连基地（辽东雄鹰）        |
| 空15旅     | 山东潍坊市南苑机场         | 62X6X    | 歼-16          | 济南基地                    |
| 空34旅     | 山东威海市大水泊机场       | 64X5X    | 歼-10C         | 济南基地                    |
| 空44旅     | 内蒙古呼和浩特毕克奇机场   | 65X5X    | 歼-10C         | 济南基地                    |
| 空55旅     | 山东济宁市曲阜机场         | 66X6X    | 歼-20A         | 济南基地                    |
| 空35旅     | 山东烟台莱山机场           | 64X6X    | 歼轰-7A        | 前海航5旅                   |

#### 特种机部队
| 航空兵部队 | 驻地       | 战术编号 | 机型                     | 备注                     |
| ---------- | ---------- | -------- | ------------------------ | ------------------------ |
| 空46团     | 辽宁沈阳市 | 2XX7X    | 歼侦-8F                  | 北部战区空军第16特种机师 |
| 空47团     | 辽宁沈阳市 | 2XX7X    | 空警-500、运干-8，运侦-8 | 北部战区空军第16特种机师 |
| 空48团     | 吉林双辽市 | 2XX7X    | 无侦-7                   | 北部战区空军第16特种机师 |

## 历任领导
| 司令员 1. 丁来杭 空军中将（2016年—2017年） 2. 许学强 空军中将（2017年—2021年8月） 3. 刘文起 空军中将（2021年8月—） | 政治委员 1. 白文奇 空军中将（2016年—2018年12月） 2. 蔡立山 空军少将（2019年4月—） |

| 副司令员 - 刘千里 空军少将（2016年—） - 乔相记 空军少将（2017年—） | 副政治委员 - 金心华 空军少将（2016年—） |

| 参谋长 - 战永胜 空军少将（2016年—） 副参谋长 - 张勋辉 空军少将（2019年12月—） | 政治工作部主任 - 刘青松 空军少将（2016年—2017年） 政治工作部副主任 - 刘立文 空军大校（2016年—） - 姜汉民 空军大校（2016年—） |

| 保障部部长 - 桑玉书 空军大校（2016年—2017年，后勤部部长） - 吴新民 空军少将（2016年—2017年，装备部部长） - 刘晓锋 空军少将（2017年—） 保障部副部长 | 纪律检查委员会书记 - 龚理华 空军少将（2016年—） 纪律检查委员会副书记 |